# Medford (Minnesota)
Medford è una città degli Stati Uniti d'America, situata in Minnesota, nella contea di Steele.